# Chrome Children
Chrome Children è una co-produzione di Stones Throw Records ed Adult Swim. Il Cd e Dvd, pubblicato il 3 ottobre 2006, include canzoni di vari artista, tra cui  Oh No, J Dilla e Madlib, tutti appartenenti al roster della Stones Throw. Contiene anche materiale live da un concerto realizzato da MF DOOM e Madlib. Il concerto fu filmato al SXSW festival ad Austin, Texas, nel 2006.
Il sequel, Chrome Children Vol. 2, uscì il 29 gennaio 2007 in formato digitale ed in seguito come cd.

## Tracce
1. "Oh Zone"
  - di Oh No
  - Prodotta da Oh No
2. "Clap Your Hands"
  - di Guilty Simpson
  - Prodotta da J Dilla
3. "Take It Back"
  - di Madlib
  - Prodotta da J Dilla
4. "None In Mind"
  - di Koushik
  - Prodotta da Koushik
5. "Nothing Like This"
  - di J Dilla
  - Prodotta da J Dilla
6. "Do a Couple of Things"
  - di James Pants
  - Prodotta da James Pants
7. "Monkey Suite"
  - di Madvillain
  - Prodotta da Madlib
8. "Simply a Joy"
  - di Georgia Anne Muldrow
  - Prodotta da Georgia Anne Muldrow
9. "All I Know"
  - di M.E.D.
  - Prodotta da Madlib
10. "Wassup World?"
  - di Dudley Perkins
  - Prodotta da JRose
11. "Raw Heat"
  - di Percee P e Quasimoto
  - Prodotta da Madlib
12. "No $ No Toke (aka Blaze Up)"
  - di Jaylib
  - Prodotta da Madlib
13. "Drama"
  - di J. Rocc
  - Prodotta da J. Rocc
14. "Movin'"
  - di Roc C
  - Prodotta da Oh No
15. "Dreams"
  - di Gary Wilson
  - Prodotta da Gary Wilson
16. "Third Rock"
  - di Pure Essence
  - Prodotta da Pure Essence
17. "What Now"
  - di Aloe Blacc
  - Prodotta da Aloe Blacc
18. "Turned Around [PBW Remix]"
  - di Baron Zen
  - Prodotta da Sweet Steve (Remix a cura di Peanut Butter Wolf)
19. "Nino's Deed"
  - dei Young Jazz Rebels
  - Prodotta da Madlib